# Igreja de Nossa Senhora da Penna
A Igreja de Nossa Senhora da Penna é um templo erguido no século XVII na Freguesia, bairro na região de Jacarepaguá, zona oeste do Rio de Janeiro. Fica no topo do Morro da Penna (Pedra do Galo), a 160 metros de altura e foi construída entre 1633 e 1642. É o segundo santuário mais antigo de Jacarepaguá, atrás, apenas, da Igreja de São Gonçalo do Amarante, no Engenho do Camorim, com data de 1625. 
É o principal ponto turístico do bairro. Apesar de aprazível, devido sua bela vista de Jacarepaguá e adjacências, era pouco visitada devido a dificuldade de acesso - uma ladeira íngreme e estreita, com calçamento de pedras. Esse problema foi resolvido com a inauguração em agosto de 2014 do plano inclinado - sistema de elevador diagonal - com capacidade para 18 pessoas por viagem. O trajeto tem 110 metros entre as estações e a viagem tem duração de 4 minutos. Há ainda um elevador para oito pessoas, que liga a estação superior ao pátio da capela.